# The Promised Neverland
The Promised Neverland (japanska: 約束のネバーランド,Yakusoku no Nebārando) är en japansk mangaserie skriven av Kaiu Shirai och illustrerad av Posuka Demizu. Den publicerades i Shueishas shōnen-mangamagasin Weekly Shōnen Jump från augusti 2016 till juni 2020, och kapitlen samlades i 20 tankōbon-volymer. I Nordamerika licensierade Viz Media mangan för engelsk utgivning och publicerade den i sin digitala tidning Weekly Shonen Jump. Serien följer en grupp föräldralösa barn i deras plan att fly från sitt barnhem, efter att ha fått reda på den mörka sanningen bakom deras existens och barnhemmets syfte.
The Promised Neverland har gjorts till en anime-tv-serie som var producerad av CloverWorks och sändes i Fuji TV:s programblock Noitamina. Seriens första säsong bestod av 12 avsnitt och sändes från januari till mars 2019. En andra säsong bestod av 11 avsnitt och sändes från januari till mars 2021. En live-action-filmatisering släpptes i december 2020. Amazon Studios utvecklar också en amerikansk live-action-serie. 
2018 vann mangaserien den 63:e Shogakukan Manga Award i kategorin shōnen. I augusti 2023 hade The Promised Neverland över 42 miljoner exemplar sålda, digitala versioner också inräknade, vilket gör den till en av de bäst säljande mangaserierna genom tiderna. Mangan har överlag fått ett positivt mottagande av kritikerna, särskilt för sin berättarteknik, sina karaktärer och sitt världsbyggande. Den första säsongen av anime-serien fick ett positivt mottagande och anses vara en av de bästa anime-serierna från 2010-talet. Mottagandet av den andra säsongen var dock överväldigande negativt, främst på grund av dess hastiga tempo och förenklande av den ursprungliga mangans handling. 

## Premiss

### Berättelsens miljö
I en värld fylld av intelligenta varelser av olika arter slöts ett avtal kallat ”Löftet” för att avsluta ett långt krig mellan människor och så kallade demoner. ”Löftet” var ett avtal där var och en skulle leva i sina egna separata ”världar”: människornas värld, fri från demonernas hot, och demonernas värld, där odlingsgårdar med syftet att föda upp människor inrättades för att förse demonerna med mat. Genom att äta människor tar demonerna över deras egenskaper, vilket hindrar dem från att degenerera till sinneslösa monster. I demonvärlden inrättades ett särskilt avelsprogram i form av barnhem, där en mänsklig ”mor” övervakade barnen för att se till att de växte upp så intelligenta som möjligt. Dessa barn hade identifikationsnummer tatuerade på sig och hade ingen kunskap om världen utanför. De tror att de är föräldralösa och att de, när de nådde en viss ålder eller intelligens, skulle adopteras bort, men istället matades de till högst uppsatta demonerna.

### Handling

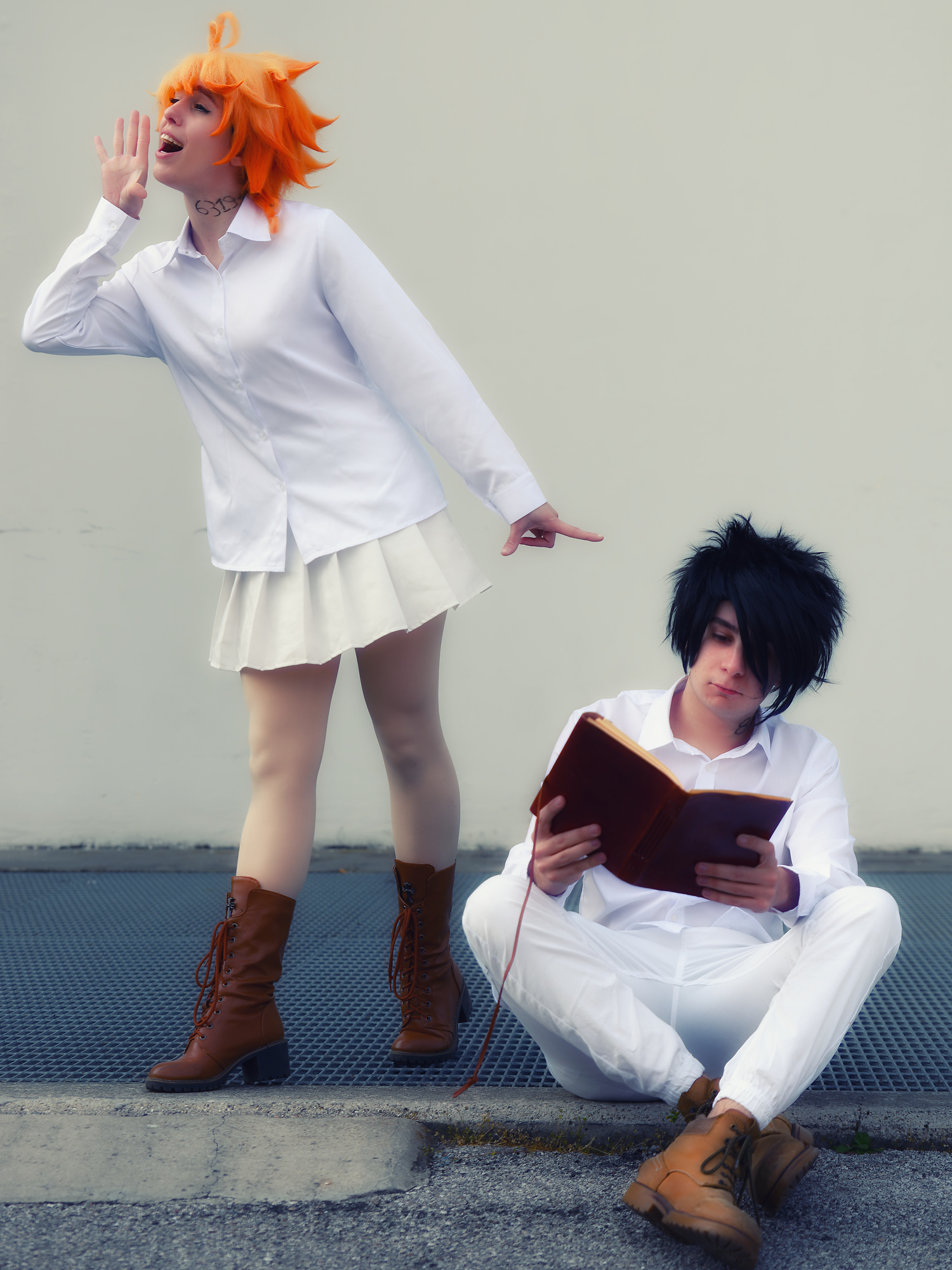
Cosplayers utklädda till Emma och Ray, två av seriens protagonister.

Emma, en 11-årig föräldralös flicka, bor på Grace Field House, ett barnhem där 37 andra föräldralösa barn bor med henne. De lever ett idylliskt liv med gott om mat, mjuka sängar, rena kläder, lekar och massor av kärlek från sin ”mamma” Isabella. Deras utbildning ses som en viktig del av deras utveckling, och Emma, tillsammans med sina två bästa vänner Norman och Ray, utmärker sig alltid i de regelbundna proven. De föräldralösa barnen har fullständig frihet, förutom att de inte får gå utanför murarna eller porten som skiljer huset från omvärlden. En natt skickas en flicka vid namn Conny iväg för att ”adopteras”, men Emma och Norman följer efter då hon glömt sitt favoritgosedjur. Vid porten hittar de Conny död och upptäcker den fasansfulla sanningen om deras existens i detta idylliska barnhem – att de uppfostras som mat för demoner. Emma och Norman planerar tillsammans med Ray att fly från Grace Field House med barnen, men Norman förs bort för att ”adopteras”. Emma och Ray beslutar sig då för att fly med några av sina andra syskon och lämnar hälften av de yngre barnen kvar då dom inte är mogna än för att skickas till sitt öde och bli mat åt demonerna.
Rymlingarna upptäcker att livet utanför Grace Field House är fullt av faror, men under ledning av Emma och Ray blir de fast beslutna att återvända för att befria sina kvarvarande syskon, tillsammans med barn från de andra gårdarna. De möter demoner av alla slag, inklusive fredliga demoner vid namn Mujika och Sonju som avstår från att äta människokött. Dom lär Emma och de andra Grace Field-rymlingarna hur man överlever i denna nya farliga värld bortom murarna. Emma och Ray möter senare Norman igen och tillsammans med sina allierade kämpar de för frihet mot demondrottningen Legravalima och människan Peter Ratri, som förvaltar odlingsgårdarna. Efter flera brutala strider där Emma, Norman, Ray och deras allierade går i seger lyckas Emma säkerställa friheten för alla barnen och återupprättar ”Löftet”, vilket för dem alla till människornas värld, men på bekostnad av hennes eget minne. Berättelsen slutar med att Emma, Ray och Norman håller varandra i handen omgivna av alla sina vänner och familjer och lovar att fortsätta leva tillsammans i fred och lycka. 

## Seriens tillkomst

### Utveckling
Det första konceptet för serien uppstod i slutet av 2013, från ett utkast som ursprungligen hade titeln Neverland, men som senare ändrades till The Promised Neverland efter att man stött på vissa upphovsrättsliga problem. Kaiu Shirai tog med sig det 300 sidor långa utkastet av The Promised Neverland till redaktionen för Weekly Shōnen Jump. Redaktören för The Promised Neverland, Suguru Sugita, sa att ”serien var ett ambitiöst verk som inte liknade en Jump-manga, med både ljusa och mörka scener som krävde en fantasivärld som också skulle skapa spänning”. Enligt Shirai föreslog Sugita att serien skulle avslutas efter tolv volymer; ” ungefär samma storlek som Death Note-mangan är tillräcklig, inte längre än så”.
De hade svårt att hitta en illustratör vars stil passade berättelsen, och letade både bland kända illustratörer och nya, lovande talanger. Shirai övervägde Posuka Demizu som en av kandidaterna, eftersom han och Sugita tyckte att hennes konst passade bäst för seriens bildspråk. Vissa kandidater tackade nej till erbjudandet med kommentarer som ”berättelsen kändes inte som en Jump-manga” eller ”den skulle inte bli en succé”, så de blev ”väldigt glada och uppspelta” när Demizu tackade ja till att arbeta med den. Sugita sa att Shirai och Demizu hade en sorts synergi som liknade den hos Tsugumi Ohba och Takeshi Obata, skaparna av Death Note. Innan The Promised Neverland började publiceras i serieform gav Shirai och Demizu ut one-shot-serien Poppy's Wish (ポピィの願い, Poppy no Negai) på onlineplattformen Shōnen Jump+ i februari 2016. One-shot-serien blev populär bland läsarna och Sugita uttryckte att de var rätt team för The Promised Neverland.

### Inspiration
Shirai inspirerades av barnböcker om folklorer från hela världen och videospel som Final Fantasy när han skapade seriens miljö, medan han för skräckelementen sa att han bara använde sin fantasi eftersom han inte gillade skräckfilmer. Han nämnde också att en del av berättelsen kom från några mardrömmar han hade som barn, särskilt efter att ha läst Hans och Greta, berättelser om barn som blev uppätna och en manga om andar som fick honom att undra om monstren kunde lösa sina problem om de uppfödde upp människor som boskap. Shirai sa: ”Alla dessa rädslor, idéer och influenser har samlats. Så föddes berättelsen om The Promised Neverland”.
Enligt Demizu var japansk folklore och dess monster en viktig inspirationskälla, men hon nämnde även europeiska sagor som Rödluvan och Hans och Greta. Hon nämnde även Naoki Urasawas Monster, Ghiblis filmer om flykter från fängelser, såsom Flykten från Alcatraz, Papillon, Den stora flykten och den amerikanska tv-serien Prison Break.
Serien utspelar sig i ett miljö inspirerad av det viktorianska England, eftersom Shirai uttryckte att han ville ”destabilisera läsarna och leda dem på villospår” genom att få dem att tro att historien utspelade sig på ett engelskt barnhem under 1800-talet. Han ville också undvika att placera historien i en mycket specifik tidsram. Han hade inga särskilda skäl att välja England, men namnet på barnhemmet, Grace Field House, skrivet på engelska, tilltalade honom. Shirai sa också att ”den europeiska stadsplaneringen är en förebild, en mycket populär stil som uppskattas högt av japanerna”. Demizu tog en två månader lång språkkurs i England när hon var yngre och tog många foton som hon använde som referens för serien. Hon var särskilt imponerad av de engelska skogarna och atmosfären.

### Teman
När det gäller titeln och dess koppling till Landet Ingenstans (Neverland), den fiktiva ön från Peter Pan som skapades av J. M. Barrie, sa Shirai att det är en magisk, sagolik plats där man kan ha kul tack vare Peter Pan, men att halva sidan av ön är mörk och farlig. Han sa att dessa två delar, ”samlevnaden av barnslig lekfullhet” och ”den farliga skuggan som svävar omkring”, är faktorer som han försökte återberätta genom The Promised Neverland. Shirai och hans redaktör ville behålla ”Neverland” i titeln, med tanke på berättelsen och dess utveckling. De kom sedan på ”Promised” ungefär samtidigt som de arbetade med berättelsen efter flykten från barnhemmet. De ansåg att ordet var viktigt och kom överens om att också nämna det i handlingen.
Trots sin mörka ton ville Shirai publicera The Promised Neverland i Weekly Shōnen Jump istället för i en seinen-mangatidning, och förklarade att ”handlingen inte är åldersrelaterad, även om berättelsens teman är mörka, och att det inte fanns någon anledning att beröva tidningens läsare från en berättelse på grund av en redaktionell linje”. Han tillade att serien har shōnen-teman, såsom ömsesidig hjälp eller att överträffa sig själv. Shirai förklarade att huvudpersonerna är barn för att passa tidningens unga läsare och öka läsarnas identifiering och relatering till karaktärerna, medan temat med barn som gör uppror mot vuxna valdes som en klassisk berättarstil. Även om Shirai medgav att berättelsen är mörkare än de flesta mangaserierna i Weekly Shōnen Jump,  undvek de att använda ”extrema trender” som ”ero-guro”, ”våld” eller ’nonsens’, eftersom det enligt seriens redaktör bara skulle göra den till ”en vanlig manga”, och de försökte inkludera dessa element så lite som möjligt och endast använda dem när det var nödvändigt för berättelsens utveckling.
Shirai sa att idén om att eleverna med lägst betyg var de första som lämnade gården för att ätas upp av demonerna, även om det inte nödvändigtvis var en metafor, var ett sätt att uppmana läsaren att reflektera över det aktuella samhället. Även om Shirai medgav att det fanns likheter mellan serien och det japanska samhället och dess skolsystem, sa han att ”det inte var menat som en underliggande kritik utan snarare ett sätt att närma sig vardagslivet, familjen, skolan och barnens syn på vuxna”. Trots vissa tolkningar från PETA, som hävdar att serien är en pamflett mot massuppfödning och för vegetarianism, uttryckte Shirai att han inte försökte fylla sitt verk med moraliska värderingar och att han som författare inte var i position att döma andra. Han betonade att det aldrig uttryckligen sades att demoner var onda människor i berättelsen. Han uttryckte vidare: ”Att människor kopplar ihop veganism och intensiv uppfödning stör mig inte, men vårt huvudsakliga mål är att skapa en berättelse som underhåller människor, inte att ge moraliska omdömen. Vår manga är inte en kritik av konsumtionssamhället som sådant”.

## Andra medier

### Anime
En anime-serie utgavs av CloverWorks och regisserades av Mamoru Kanbe. Serien sändes i 12 avsnitt från 11 januari till 29 mars 2019. Den sändes samtidigt på Amazon Video, men endast i Japan, i motsats till avtalet som ger Amazon exklusiva streamingrättigheter till program som har sänts i Japan sedan våren 2016, eftersom Wakanim har exklusiva streamingrättigheter i Frankrike. Uverworld framförde seriens introlåt ”Touch Off”, medan Cö Shu Nie framförde seriens slutstycken ”Zettai Zetsumei” (絶体絶命; ”Desperate Situation”) och ”Lamp”.
En andra säsong tillkännagavs i mars 2019. Ursprungligen planerad för att ha premiär i oktober 2020, men försenades på grund av COVID-19-pandemin. Den andra säsongen sändes på Fuji TV:s programblock Noitamina från 8 januari till 26 mars 2021. Huvudpersonalen och skådespelarna återvände för att reprisera sina roller och den ursprungliga författaren Kaiu Shirai samarbetade med manusförfattarna, även om de två sista avsnitten av den andra säsongen inte innehöll några författarkrediter på grund av den negativa respons som säsongen hade fått. Kiiro Akiyama framförde den andra säsongens introlåt ”Identity” (アイデンティティ, Aidentiti), medan Myuk framförde den andra säsongens slutstycke ’Mahō’ (魔法; ”Magic”).
Den första säsongen av anime-serien följer i stort sett mangaserien punkt och pricka och täcker berättelsen fram till kapitel 37, där "Jailbreak Arc" avslutades. Den andra säsongen är en förkortad version av händelserna som utspelar sig mellan kapitel 38 och 181. Det finns också förändringar i handlingen, varav de viktigaste är utelämnandet av flera "story arcs" och karaktärer.

### Live-action-film
En live-action-filmatisering, regisserad av Yūichirō Hirakawa, hade premiär i Japan den 18 december 2020. Filmen drog in 2,03 miljarder yen (17,7 miljoner dollar) i biointäkter och fick positivt mottagande av kritikerna. Den nominerades till två VFX-JAPAN Awards och vann en i kategorin ”Excellence Theatrical Film Award”.

### Live-action-serie
I juni 2020 avslöjades det att Amazon Studios och 20th Television håller på att utveckla en engelskspråkig live-action-serie baserad på mangaserien för Amazon Prime Video. Rodney Rothman, känd från Spider-Man: Into the Spider-Verse, regisserar serien och Meghan Malloy skriver manuset för pilotavsnittet.